# Eulophia burundiensis
Eulophia burundiensis là một loài thực vật có hoa trong họ Lan. Loài này được Arbonn. & Geerinck mô tả khoa học đầu tiên năm 1993.